# Казе Мерлуцо (Терамо)
Казе Мерлуцо (итал. Case Merluzzo) је насеље у Италији у округу Терамо, региону Абруцо.
Према процени из 2011. у насељу је живело 90 становника. Насеље се налази на надморској висини од 68 м.